# Mundesley
Mundesley – wieś w Anglii, w hrabstwie Norfolk, w dystrykcie North Norfolk. Leży 30 km na północ od Norwich i 186 km na północny wschód od Londynu.
W 2001 miejscowość liczyła 2695 mieszkańców.